# Пименова, Татьяна Георгиевна
Татьяна Георгиевна Пименова (род. 10 августа 1949, СССР) — советский кинорежиссёр.

## Биография
Окончила биологический факультет МГУ (1972), режиссёрский факультет ВГИКа (1980, мастерская Л. Кулиджанова).
Работала в Институте психологии. 1973—1975 — ассистент режиссёра на студии «Центрнаучфильм».

### Режиссёрские работы
- 1982 — За старым забором
- 1984 — Почти ровесники
- 1987 — Спасите наши души